# Америцій
Америцій (Am) — хімічний елемент, радіоактивний метал з сімейства актиноїдів, атомне число 95, відносна атомна маса 243,13; уперше був синтезований у 1944. Синтезується у ядерних реакторах при бомбардуванні плутонію нейтронами.

## Історія
Вперше америцій виділили Г. Сіборг, Леон О. Морган, Ральф А. Джеймс та Альберт Ґіорсо в 1944 році в Університеті Каліфорнії (Берклі) та у Металургійній лабораторії Чиказького університету, яка тепер відома як Аргоннська національна лабораторія.
Ізотоп 241Am утворювався при послідовному захопленні нейтронів ядром 239Pu в ядерному реакторі. Спочатку утворювався 240Pu, потім 241Pu, який через бета-розпад перетворювався в 241Am.
Експерименти, пов'язані з ядерною фізикою були засекречені під час Другої світової війни, а секретність була знята лише у листопаді 1945. Повідомити наукову спільноту про відкриття планувалося 16 листопада, на засіданні Американського хімічного товариства, проте це несподіванно сталося на п'ять днів раніше. Гленн Свіборг був запрошений на радіошоу «Quiz Kids», де діти могли задавати йому різні питання (одним з цих дітей був майбутній нобелівський лауреат Джеймс Ватсон). Коли один з дітей, Річард Вільямс, спитав у Свіборга, чи відкрили вони ще якісь нові елементи під час війни, крім нептунію і плутонію, той відповів чесно, і у прямому ефірі розказав про відкриття елементів номер 95 і 96.
Для нового елементу було запропоновано багато варіантів назви. Короткий список включав такі варіанти як «саноніум», «артіфіум» і «цикло». Назва «америцій» була дана через те, що новий елемент є хімічним аналогом європію.

## Отримання
Америцій може бути отриманий з урану у атомних реакторах, переробці старої ядерної зброї, а також у радіоактивних викидах, що лишаються після використання такої зброї.
Основна реакція отримання — нейтронна активація 238U, при якій утворюються важкі ізотопи урану, до 241U. Починаючи з 239U уран розпадається через бета-канал, перетворюючись на нептуній з тою самою атомною масою. Нептуній, також опромінюючись нейтронами, захоплює їх, утворюючи ізотопи аж до 244Np. Аналогічно, нептуній, починаючи з 239Np бета-розпадається на плутоній(і уран-239 і нептуній-239 мають дуже короткі періоди напіврозпаду, тому зазвичай розпадаються до того, як встигають захопити ще один нейтрон, окрім як при дуже інтенсивному опроміненні), який захоплюючи нейтрони, утворює важкі ізотопи, і, нарешті, 241Pu, 243Pu, 245Pu, 246Pu зазнають бета-розпаду, перетворюючись на відповідні ізотопи америцію. Періоди напіврозпаду цих ізотопів плутонію — 14,3 років, 5 годин, 10,5 годин і 11 днів відповідно.
В промислових масштабах такий процес відбувається у ядерних реакторах при роботі, при підготовці діючої речовини для ядерної зброї а також у реакціях, що відбуваються при детонації такої зброї. При цьому, якщо потоки нейтронів слабкі, легкі ізотопи утворюються у більших кількостях ніж важкі (бо ядра 239Pu і 240Pu частіше встигають розпастися до того, як вони захоплять нейтрон). Тому у відпрацьованному ядерному паливі 241Am має концентрацію 0,22 г/т, а 243Am — 0,1 г/т. При цьому, концентрація 241Pu, що розпадається, утворюючи америцій і потенційно може бути використаний для його отримання, становить 1,19 г/т. Максимальна концентрація америцію при розпаді плутонію-241 утворюється через 70 років після завершення роботи реактора. Опромінення нейтронами у реакторах триває роками, тому ізотопи америцію з масовими числами 245 і 246, що мають періоди напіврозпаду менше доби, не накопичуються у значущих кількостях.
При детонації атомної бомби потік нейтронів значно інтенсивніший ніж у ядерному реакторі, тому в цьому випадку частіше утворюються америцій-243.
Інший спосіб — бомбардування урану-238 альфа-частинками. При цьому америцій утворюється за реакцією:
{\displaystyle \mathrm {{^{238}_{92}U\ +_{\ 2}^{4}He}\xrightarrow {n} {^{241}_{\ 94}Pu}\xrightarrow {\beta ^{-}} {^{241}_{\ 95}Am}} }.
Ядерні відходи розділяють на складові за допомогою PUREX-процесу, при якому америцій екстрагується разом з хімічно подібним до нього плутонієм. Подальше розділення цих металів може проходити за допомогою процесів іонного обміну, екстракції розчинниками  або преципітації.
Щороку добувається кілька кілограмів америцію. 

## Америцій у природі
На відміну від нептунію і плутонію, америцій поки що не був знайдений у радіоактивних рудах навіть у слідових кількостях, і не відомі природні реакції, за допомогою яких він міг би утворюватися. Примордіальний (утворенний до формування сонячної системи) америцій, або породжуючі його ізотопи достеменно розпалися.
Для утворення америцію природній плутоній (що утворюється при захопленні нейтронів природнім ураном-238, а тому надзвичайно рідкісним — частка плутонію у найбагатших уранових рудах становить 10−11 від кількості урану) має пройти ще через два захоплення нейтрона. Теоретично передбачувана кількість такого америцію становить лише 1 атом на кілька десятків кілограмів уранової руди.
Природний атомний реактор «Окло», що працював близько 1,7 мільярдів років тому, створював більш інтенсивний потік нейтронів, а тому в ньому могли синтезуватися важкі трансплутонієві елементи, у тому числі і америцій.
Іншим теоретичним природнім джерелом одиничних атомів америцію можуть бути злиттях нейтронних зір. Довгоживучий ізотоп кюрій-247, що утворюється під час нього, розлітається достатньо швидко, щоб розповсюдитись по всій галактиці до того як повністю розпадеться. У нашій Галактиці такі злиття відбуваються в середньому раз на кілька сотень тисяч років. Основним продуктом розпаду цього ізотопу є америцій-243.
Можна вважати, що весь присутній на Землі америцій має антропогенне походження. Більша частина америцію, що потрапив у атмосферу утворилася під час ядерних випробувань і чорнобильської катастрофи (приблизно по 40 грамів). Також, кілька сотень грамів америцію потрапило до ґрунту під час неналежного зберігання ядерних відходів.
У природі америцій швидко випадає на поверхню землі і накопичується у приповерхневому шарі товщиною 2-4 сантиметри.
Концентрація америцію у породах дуже варіюється в залежності від близькості до місць його викидів. У Нью-Йорку вона становить близько 17 мкг на квадратний кілометр.
Деякі дослідження вказують, що америцій, разом з іншими короткоживучими актиноїдами, присутній у спектрі однієї з найбільш хімічно незвичайних зірок, HD101065, відомої також як зоря Пшибильського, проте загальноприйнятих теорій, як такі елементи можуть там утворюватися, немає.

## Використання
Зараз промислово використовується тільки один ізотоп америцію, 241Am. 
Америцій масово використовується у іонізаційних детекторах диму. 
Альфа-випромінювання америцію використовується для високоточного замірювання товщини скла або металу.
Суміш америцію з берилієм є джерелом нейтронів, і використовується у промисловій геофізиці для нейтронного каротажу.

## Інтернет-ресурси
- Americium [Архівовано 12 листопада 2020 у Wayback Machine.] at The Periodic Table of Videos (University of Nottingham)
- ATSDR — Public Health Statement: Americium [Архівовано 30 серпня 2006 у Wayback Machine.]
- World Nuclear Association — Smoke Detectors and Americium